# Молода Україна (журнал, 1900)
Молода Україна  — український молодіжний щомісячний журнал, який виходив у Львові з січня 1900 р. до березня 1903 р. (з перервами). Друкований орган молодіжної організації «Молода Україна». Вийшло 33 номери.
У виданні і редагуванні журналу брали участь О. Грабовський, М. Залітач, В. Старосольський, Є. Косевич, А. Крушельницький, Л. Цегельський, В. Темницький та ін. Неофіційний орган «Академічної Громади».
Журнал відстоював ідею незалежності України, виступав проти полонізації, вів боротьбу за створення українських вищих шкіл.
У «Молодій Україні» публікували художні твори: Л. Мартович, С. Чарнецький, В. Щурат, М. Яцків, В. Пачовський і Леся Українка.
Припинив існування через фінансові труднощі.

## Архів номерів
- Молода Україна — 1900
- Молода Україна — 1901
- Молода Україна — 1902